# Radovan Lukavský
Radovan Lukavský (ur. 1 listopada 1919 w Pradze, zm. 10 marca 2008 tamże) – czeski aktor.
W 2000 został odznaczony Medalem Za zasługi I stopnia.

## Wybrana filmografia
- Trzeci smok (1985) jako Radavar
- Opera ve vinici (1981) jako etnograf
- Akcja Bororo (1973) jako Frič (głos)
- Ezop (1970) jako Król Kobon
- Przypadek dla początkującego kata (1970) jako profesor Beiel
- Dzwony dla bosych (1965) jako porucznik
- Przystanek na peryferiach (1957) jako porucznik
- Srebrny wiatr (1956) jako stryj Jiří, brat Rudolfa
- Jan Žižka (1956) jako ksiądz Bylinský
- Góra tajemnic (1956) jako inżynier Sobek
- Psiogłowcy (1955) jako Syka
- Zahartowani (1951) jako strajkujący walcownik
- Milcząca barykada (1949) jako członek SS